# I guai di papà
I guai di papà (A Global Affair) è un film del 1964 diretto da Jack Arnold. Fu l'esordio di Barbara Bouchet in una piccola parte.